# Марянув (гміна Ґруєць)
Марянув (пол. Marianów) — село в Польщі, у гміні Груєць Груєцького повіту Мазовецького воєводства.
Населення — 108 осіб (2011).
У 1975-1998 роках село належало до Радомського воєводства.

## Демографія
Демографічна структура станом на 31 березня 2011 року:
|          | Загалом | Допрацездатний вік | Працездатний вік | Постпрацездатний вік |
| -------- | ------- | ------------------ | ---------------- | -------------------- |
| Чоловіки | 54      | 13                 | 38               | 3                    |
| Жінки    | 54      | 7                  | 35               | 12                   |
| Разом    | 108     | 20                 | 73               | 15                   |